# Miss Mondo 1992
Miss Mondo 1992, la quarantaduesima edizione di Miss Mondo, si è tenuta il 12 dicembre 1992, presso il Sun City Entertainment Centre di Sun City, in Sudafrica. Il concorso è stato presentato da Billy Dee Williams, Jerry Hall, Doreen Morris, Suanne Braun e Deborah Shelton. Julija Kuročkina, rappresentante della Russia è stata incoronata Miss Mondo 1992.

## Risultati

### Piazzamenti
| Risultato       | Concorrente |
| --------------- | --- |
| Miss Mondo 1992 | - Russia - Julija Kuročkina |
| 2ª classificata | - Regno Unito - Claire Elizabeth Smith |
| 3ª classificata | - Venezuela - Francis Gago |
| Top 5           | - Polonia - Ewa Wachowicz - Sudafrica - Amy Kleinhans                                                                                      |
| Top 10          | - Bahamas - Jody Weech - Danimarca - Anja Hende Brond - Finlandia - Petra von Hellens - Israele - Ravit Asaf - Stati Uniti - Sharon Belden |

### Regine continentali
| Risultato | Concorrente                       |
| --------- | --------------------------------- |
| Asia      | - Thailandia - Metinee Kingpayome |
| Europa    | - Russia - Julija Kuročkina       |
| Americhe  | - Venezuela - Francis Gago        |
| Caraibi   | - Bahamas - Jody Weech            |
| Africa    | - Sudafrica - Amy Kleinhans       |

### Riconoscimenti speciali
| Riconoscimento        | Concorrente                     |
| --------------------- | ------------------------------- |
| Miss Personality      | - Guatemala - Ana María Johanis |
| Most Photogenic       | - Israele - Ravit Asaf          |
| Best National Costume | - Canada - Nina Khilji          |

## Concorrenti
| Nazione                   | Concorrente                      | Provenienza           |
| Argentina                 | Claudia Andrea Bertona           | Cordoba               |
| Aruba                     | Solange Noelle Nicolaas          | Savaneta              |
| Australia                 | Rebecca Simic                    | Sydney                |
| Austria                   | Kerstin Kinberg                  | Graz                  |
| Bahamas                   | Jody Barbara Weech               | Bimini                |
| Belgio                    | Sandra Joine                     | Anversa               |
| Bermuda                   | Dianne Lorraine Mitchell         | Pembroke              |
| Bolivia                   | Veronica Pino                    | Tarija                |
| Brasile                   | Priscilla Maria Furlan           | San Paolo             |
| Bulgaria                  | Elena Draganova                  | Sofia                 |
| Canada                    | Nina Khilji                      | Toronto               |
| Cecoslovacchia            | Gabriela Harsanyova              | Košice                |
| Cile                      | Paula Caballero Fernandez        | Santiago              |
| Cipro                     | Maria Kountouris                 | Nicosia               |
| Colombia                  | Wguerddy Alejandra Oviedo Vargas | Santa Fe              |
| Corea del Sud             | Lee Mi-young                     | Seul                  |
| Costa Rica                | Marisol Soto Alarcon             | San Jose              |
| Croazia                   | Elena Suran                      | Ragusa                |
| Curaçao                   | Cristina Bakhuis                 | Willemstad            |
| Danimarca                 | Anja Hende Brond                 | Aalborg               |
| Ecuador                   | Stephanie Krumholz de Menezes    | Guayaquil             |
| El Salvador               | Raquel Cristina Duran            | San Salvador          |
| Filippine                 | Marina Pura Santos Benipayo      | Manila                |
| Finlandia                 | Petra Enrika von Hellens         | Turku                 |
| Francia                   | Linda Hardy                      | Nantes                |
| Germania                  | Carina Jope                      | Francoforte sul Meno  |
| Giamaica                  | Julie Anne Bradford Houghton     | Kingston              |
| Giappone                  | Kaoru Kikuchi                    | Tokyo                 |
| Gibilterra                | Michelle Torres                  | Gibilterra            |
| Grecia                    | Eugenia Paschalidi               | Atene                 |
| Groenlandia               | Laali Lyberth                    | Godthab               |
| Guam                      | Michelle Cruz                    | Santa Rita            |
| Guatemala                 | Ana Maria Johanis Iglesias       | Città del Guatemala   |
| Hong Kong                 | Patsy Lau Yan-Ling               | New Territories       |
| India                     | Celine Shyla Lopez               | Bangalore             |
| Irlanda                   | Sharon Ellis                     | Cork                  |
| Islanda                   | Maria Run Haflidadóttir          | Reykjavík             |
| Isole Cayman              | Pamela Joanne Ebanks             | Grand Cayman          |
| Isole Vergini Americane   | Leah Webster                     | St. Thomas            |
| Isole Vergini Britanniche | Bisa Smith                       | Tortola               |
| Israele                   | Ravit Asaf                       | Tel Aviv              |
| Italia                    | Paola Irrera                     | Messina               |
| Lettonia                  | Zane Valicka                     | Cēsis                 |
| Libano                    | Nicole Bardawil                  | Keserwan              |
| Macao                     | Ho Lok-I                         | Macao                 |
| Malaysia                  | Fazira Wan Chek                  | Kuala Lumpur          |
| Malta                     | Noelene Micallef                 | Fgura                 |
| Mauritius                 | Sarasvadee Rengassamy            | Central Flacq         |
| Messico                   | Carmen Lucia Lehman Fernandez    | Mérida                |
| Namibia                   | Linda Sharon Schulz              | Windhoek              |
| Nigeria                   | Sandra Guenefred Petgrave        | Lagos                 |
| Norvegia                  | Kjersti Brakestad                | Oslo                  |
| Nuova Zelanda             | Karly Donne Kinnaird             | Dunedin               |
| Paesi Bassi               | Gabrielle van Nimwegen           | Valkenburg            |
| Panama                    | Michelle Marie Harrington Hasbun | Panama                |
| Paraguay                  | Lourdes Magdalena Zaracho        | Asunción              |
| Polonia                   | Ewa Wachowicz                    | Cracovia              |
| Porto Rico                | Lianabel Rosario Centeno         | Trujillo Alto         |
| Portogallo                | Fernanda Manuela Santos          | Lisbona               |
| Regno Unito               | Claire Elizabeth Smith           | Chester               |
| Rep. Dominicana           | Gina Maria Rojas Mañon           | Concepción de La Vega |
| Romania                   | Camelia Ilie                     | Bucarest              |
| Russia                    | Julija Aleksandrovna Kuročkina   | Mosca                 |
| Seychelles                | Myrna Chantal Hoareau            | La Digue              |
| Singapore                 | Jennifer Wong                    | Singapore             |
| Slovenia                  | Natasa Abram                     | Capodistria           |
| Spagna                    | Samantha Torres Waldron          | Ibiza                 |
| Sri Lanka                 | Ishara Abelashini Makolange      | Colombo               |
| Stati Uniti               | Sharon Flynn Belden              | Miami                 |
| Sudafrica                 | Amy Kleinhans                    | Città del Capo        |
| Svezia                    | Ulrika Johansson                 | Sollentuna            |
| Svizzera                  | Valerie Bovard                   | La Tour-de-Peilz      |
| eSwatini                  | Candy Litchfield                 | Mbabane               |
| Taiwan                    | Cheng Wei-Wei                    | Taipei                |
| Thailandia                | Metinee Kingpayome               | Bangkok               |
| Trinidad e Tobago         | Renee Garib                      | St. Joseph            |
| Turchia                   | Ozlem Kaymaz                     | Istanbul              |
| Ucraina                   | Oksana Sabo                      | Kiev                  |
| Uganda                    | Olga Nampima                     | Rukungiri             |
| Ungheria                  | Bernadette Papp                  | Szombathely           |
| Uruguay                   | Leonora Irene Dibueno Fenocchi   | Montevideo            |
| Venezuela                 | Francis del Valle Gago Aponte    | Caracas               |
| Zambia                    | Elizabeth Mwanza                 | Lusaka                |